# F de Fairbanks
F de Fairbanks (títol original: F… comme Fairbanks ) és una  pel·lícula francesa de Maurice Dugowson estrenada el 1976. Ha estat doblada al català.

## Argument
Un jove aturat, alimentat de somnis i d'ideals, perd el contacte amb la realitat i per una passió d'amor desencantada.
Anomenat «Fairbanks» pel seu pare, operador en un cinema, André deixa l'exèrcit amb un diploma d'enginyer químic a la butxaca. Està convençut de poder trobar treball per l'intermediari d'una coneixença, Etienne Lambert. Tanmateix, la situació ha evolucionat bé i André es troba a l'atur. Troba el seu amic Jean-Pierre, escenògraf de teatre, als assajos del seu últim espectacle. Én el transcurs d'una d'aquestes vesprades André coneix Marie, una jove actriu que ha vingut a provar sort a París. S'estimen. Tanmateix, a mesura que la seva relació evoluciona, la moral d'André baixa.

## Repartiment
- Patrick Dewaere: André FRAGMAN
- Miou-Miou: Marie
- John Berry: Fragman
- Michel Piccoli: Etienne
- Jean-Michel Folon: Jean-Pierre
- Christiane Tissot: Sylvie
- Diane Kurys: Annick
- Jean Lescot: Jeannot el regidor
- Jean de Coninck: el fotògraf
- Evane Hanska: Françoise
- Guiguin Moro: l'ajudant
- Christian Clavier: el criat
- Jenny Clève: l'àvia
- Marc Lamole: l'amo del bistrot
- Jacques Dichamp: el vell del bistrot
- Michel Poujade: el delegat sindical
- Mario Gonzalez
- Jean-Claude Penchenat: un artista d'Alicia al país de les maravelles
- Jonathan Sutton: un artista d'Alicia al país de les maravelles
- Sylvain Salnave: el cap de l'obra

## Nominacions
- César a la millor actriu per Miou-Miou

## Al voltant de la pel·lícula
Segon llargmetratge de Dugowson amb una part dels mateixos actors principals, entre els quals Dewaere, Miou-Miou i Jean-Michel Folon.
El malnom donat per Fragman al seu fill és una referència a l'actor americà Douglas Fairbanks. «Els mites corresponen a les seves èpoques. De Fairbanks, no n'hi ha més », dirà Jean-Pierre, l'escenògraf, explicant a Marie, qui és Douglas Fairbanks.
Alguns mesos abans de la producció de la pel·lícula, mentre Miou-Miou acaba de ser escollida per al rodatge de la pel·lícula D'amour et d'eau fraîche, intenta sense èxit imposar Patrick Dewaere pel primer paper al realitzador Jean-Pierre Blanc que escull Julien Clerc, tanmateix actor inexpert. El cantant sedueix Miou-Miou, que trenca amb Patrick Dewaere. El cartell de la pel·lícula  F com Fairbanks  reuneix tanmateix Miou-Miou i Dewaere en una història on la ficció s'ajunta amb la realitat. El 1992, a la pel·lícula de Marc Esposito, « Patrick Dewaere », Miou-Miou reconeix com aquest rodatge haurà estat emotiu per a ella i per al seu excompany, un record encara més dolorós, ja que l'actor havia posat fi als seus dies uns anys més tard, el 1982.
L'1 de març de 1976, Philippe Caloni rep Patrick Dewaere a França Inter per a l'estrena de la pel·lícula La Meilleur façon de marcher. La periodista Sophie Dumoulin precisa que acaba d'acabar el rodatge de F com Fairbanks de Maurice Dugowson. Compara: «A la pel·lícula de Claude Miller, sóc un tipus que no mata una mosca mentre que a la pel·lícula de Dugowson, em torno boig finalment», subratllant com els esdeveniments dramàtics d'una existència poden afectar un ésser humà tan fràgil i sensible com el personatge de F com Fairbanks. En relació amb la seva tècnica d'actor, Dewaere confirma que es nega a «fer-ho semblant». Pretén que seria més simple i que procediria així per peresa. Confirma viure literalment les emocions del personatge i actuar en funció del paper. Refusa per contra, la noció d'improvisació i confirma una tria deliberada, una reflexió i una certa preparació.